# Los Verdes de Aragón
Los Verdes de Aragón fue un partido ecologista de ámbito aragonés (España), fundado en 1995, también conocido hasta diciembre de 2007 como Los Verdes – SOS Naturaleza. El 4 de julio de 2011 se integró en Equo Aragón.

## Ideología
La praxis del partido se sustenta en la lógica ecológica como herramienta para hacer política. El lema del partido es "pensar globalmente, actuar localmente".

## Precedentes
La sensibilidad ecologista ha estado presente en Aragón desde el surgimiento de esta en Europa. En el ámbito político podemos hacer referencia a las candidaturas presentadas antes de la creación de Los Verdes - SOS Naturaleza, que independientemente de su actividad, comienzan a ser los precedentes del ecologismo político aragonés:
| Fecha | Candidatura                                                 | Votos | %    | Dipu- tados | Notas |
| ----- | ----------------------------------------------------------- | ----- | ---- | ----------- | ----- |
| 1993  | Los Verdes (VERDES)                                         | 2.808 | 0,37 | -           | -     |
| 1993  | Los Ecologistas (LE)                                        | 940   | 0,12 | -           | -     |
| 1989  | Los Verdes Ecologistas (LVE)                                | 4.735 | 0,72 | -           | -     |
| 1989  | Los Verdes-Lista Verde (LV-LV)                              | 2.974 | 0,45 | -           | -     |
| 1986  | Vértice Español Reivindicación Desarrollo Ecológico (VERDE) | 2.570 | 0,39 | -           | -     |

## Trayectoria política
Surge como una asociación ecologista (SOS Naturaleza) y se constituye como partido a mediados de los años 90 como Los Verdes-SOS Naturaleza en la provincia de Huesca. El perfil de sus militantes es de activista y se extiende por el resto de la comunidad autónoma en función de los problemas medioambientales locales, participando desde entonces en todas las citas electorales.
Participaron y promovieron numerosas campañas de concienciación y reivindicación, así como recogidas de firmas, destacando:
- Reivindicación de la reintroducción de la osa del Pirineo.
- Reivindicación del desdoblamiento de la carretera N-232 (Figueruelas-Mallén)
- Reivindicación de la línea de ferrocarril directa Zaragoza-Pirineos sin pasar por la ciudad de Huesca.
- Oposición al Plan Hidrológico Nacional.
- Oposición al trasvase Jalón-Mularroya y al pantano de Mularroya.
- Oposición a la autovía paralela al río Aragón.
- Participación en STOP Gran Scala junto a otros colectivos tanto sociales como políticos, contra el proyecto Gran Scala.

A nivel estatal, procuró continuamente establecer un referente común entre todos los partidos verdes. Tras su renovación interna tuvo más implicación en este plano, formando parte simultáneamente de la Mesa de Unidad de los Verdes y de la confederación de Los Verdes tradicionalmente enfrentadas. Fueron anfitriones de la creación de la Coordinadora Verde en la primera Universidad Verde de Verano en Huesca en 2009, y mantuvo implicada a su militancia en su progresivo fortalecimiento.

### Renovación interna
A raíz de la Asamblea General de Alquézar, celebrada tras las elecciones municipales de 2007, se sentaron las bases de unos nuevos estatutos que modificarían la forma de trabajo hasta la fecha, desde un conjunto de activistas a una organización horizontal, y la denominación del partido. En la siguiente Asamblea General, el 10 de mayo de 2008 en Huesca, se consensúan y aprueban los nuevos estatutos, pasándose a llamar Verdes de Aragón. También en esta asamblea se modificaron los cargos, atendiendo a los nuevos estatutos, siendo su coordinador hasta la fecha Jorge Luis.

#### Participación en el Proyecto Equo
El 4 de junio de 2011, víspera del Día Mundial del Medio Ambiente, tuvo lugar un encuentro organizado por Equo en el que Los Verdes de Aragón participó junto a otras más de 30 organizaciones políticas verdes y progresistas de todo el país con el objetivo de confluir para la puesta en marcha de un proyecto político estatal que concurra a las próximas elecciones generales.

## Resultados elecciones[6]

### Elecciones generales
- Congreso

| Fecha | Votos provincia Huesca | %    | Dipu- tados | Votos provincia Teruel | %    | Dipu- tados | Votos provincia Zaragoza | %    | Dipu- tados | Votos total Aragón | %    | Dipu- tados | Candidatura |
| ----- | ---------------------- | ---- | ----------- | ---------------------- | ---- | ----------- | ------------------------ | ---- | ----------- | ------------------ | ---- | ----------- | ----------- |
| 1996  | 727                    | 0,54 | -           |                        |      | -           | 2.026                    | 0,37 | -           | 2.753              | 0,36 | -           | SOS         |
| 2000  | 819                    | 0,65 | -           | 317                    | 0,38 | -           | 2.638                    | 0,51 | -           | 3.774              | 0,52 | -           | LVGV        |
| 2004  | 3.650                  | 2,71 | -           | 2.514                  | 2,86 | -           | 15.672                   | 2,81 | -           | 21.836             | 2,8  | -           | IU-LV       |
| 2008  | 544                    | 0,42 | -           | 169                    | 0,20 | -           | 1.684                    | 0,31 | -           | 2.397              | 0,32 | -           | LVGV        |
| 2011  | 1.455                  | 1,21 | -           | -                      | -    | -           | 3.830                    | 0,74 | -           | 5.285              | 0,74 | -           | Equo        |

### Elecciones autonómicas
| Fecha | Votos provincia Huesca | %    | Dipu- tados | Votos provincia Teruel | %    | Dipu- tados | Votos provincia Zaragoza | %    | Dipu- tados | Votos total Aragón | %    | Dipu- tados |
| ----- | ---------------------- | ---- | ----------- | ---------------------- | ---- | ----------- | ------------------------ | ---- | ----------- | ------------------ | ---- | ----------- |
| 1995  | 896                    | 0,72 | -           | -                      | -    | -           | -                        | -    | -           | 896                | 0,13 | -           |
| 1999  | 872                    | 0,74 | -           | -                      | -    | -           | 2755                     | 0,61 | -           | 3.627              | 0,57 | -           |
| 2003  | 923                    | 0,73 | -           | 317                    | 0,37 | -           | 3.070                    | 0,61 | -           | 4.310              | 0,60 | -           |
| 2007  | 967                    | 0,79 | -           | 257                    | 0,30 | -           | 3.221                    | 0,69 | -           | 4.445              | 0,66 | -           |
| 2011  | 1.250                  | 1,04 | -           | 331                    | 0,42 | -           | 2.975                    | 0,62 | -           | 4.556              | 0,67 | -           |

### Resultados en las elecciones municipales
| Fecha | Municipio           | Provincia | Votos | %      | Concejales | Observaciones          |
| ----- | ------------------- | --------- | ----- | ------ | ---------- | ---------------------- |
| 1999  | Canfranc            | Huesca    | 15    | 4,01   | 0          |                        |
|       | Sabiñánigo          | Huesca    | 27    | 0,56   | 0          |                        |
| 2003  | Alcolea de Cinca    | Huesca    | 57    | 7,03   | 0          | (en coalición con IU)  |
|       | Binaced             | Huesca    | 80    | 7,65   | 0          | (en coalición con IU)  |
|       | Huesca              | Huesca    | 1.011 | 4,10   | 0          | (en coalición con IU)  |
|       | La Sotonera         | Huesca    | 106   | 14,91  | 1          | (en coalición con IU)  |
|       | Monzón              | Huesca    | 461   | 5,39   | 1          | (en coalición con IU)  |
|       | Sariñena            | Huesca    | 94    | 3,86   | 0          | (en coalición con IU)  |
|       | Zaragoza            | Zaragoza  | 2.413 | 0,71   | 0          |                        |
| 2007  | Alquézar            | Huesca    | 35    | 17,16  | 1          |                        |
|       | Puente de Montañana | Huesca    | 15    | 13,76  | 0          |                        |
|       | Huesca              | Huesca    | 753   | 3,25   | 0          |                        |
|       | Grisén              | Zaragoza  | 49    | 16,28  | 1          | (en coalición con FIA) |
|       | Zaragoza            | Zaragoza  | 2.078 | 0,68   | 0          | (en coalición con FIA) |
| 2011  | Huesca              | Huesca    | 914   | 3,80%  | 0          |                        |
|       | Jaca                | Huesca    | 54    | 0,83%  | 0          |                        |
|       | Adahuesca           | Huesca    | 34    | 27,42% | 0          |                        |
|       | Murillo de Gállego  | Zaragoza  | 53    | 39,85% | 1          |                        |
|       | Zaragoza            | Zaragoza  | 1577  | 0,50%  | 0          |                        |
|       | Olba                | Teruel    | 26    | 17,33% | 0          |                        |

### Elecciones al Parlamento europeo
| Fecha | Candidatura asimilable           | Votos provincia Huesca | %    | Votos provincia Teruel | %    | Votos provincia Zaragoza | %    | Votos total Aragón | %    |
| ----- | -------------------------------- | ---------------------- | ---- | ---------------------- | ---- | ------------------------ | ---- | ------------------ | ---- |
| 1987  | Los Verdes                       | 519                    | 0,45 | 325                    | 0,38 | 1.424                    | 0,33 | 2.268              | 0,36 |
| 1989  | Lista Verde                      | 922                    | 1,05 | 456                    | 0,71 | 3.869                    | 1,1  | 5.219              | 1,04 |
| 1994  | Grupo Verde                      | 557                    | 0,55 | 255                    | 0,36 | 2.343                    | 0,58 | 3.155              | 0,55 |
| 1999  | Los Verdes - Grupo Verde         | 714                    | 0,60 | 276                    | 0,32 | 2.186                    | 0,49 | 3.176              | 0,49 |
| 2004  | Los Verdes - Grupo Verde Europeo | 255                    | 0,3  | 105                    | 0,18 | 916                      | 0,17 | 1.276              | 0,26 |
| 2009  | Los Verdes - Grupo Verde Europeo | 635                    | 0,79 | 283                    | 0,52 | 2.418                    | 0,73 | 3.336              | 0,71 |